# 사랑하는 갈대
《사랑하는 갈대》는 1969년 8월 11일부터 1969년 9월 13일까지 방영된 MBC 연속 TV소설로, 문화방송에서 제작 · 방송된 최초의 일일 연속극이며 개국 프로그램이다.

## 줄거리
한적하고 스산한 어느 가정에 순박하고 청순한 한 아가씨가 들어와 생활함으로 그 집안에 온화하고 사랑에 넘치는 분위기가 조성되어 있다.

## 등장 인물
- 김혜정 : 김세희(23세) 역
- 백일섭
- 박근형
- 김혜자
- 이도련
- 정애란
- 서권순

## 참고 자료
- 《TV드라마 편람》, 국회도서관 자료